# Boz Scaggs
William Royce Boz Scaggs (Canton, Ohio, 8 de junio de 1944) es un cantante, guitarrista, compositor y empresario estadounidense.

## Biografía
Amigo de Steve Miller, fue vocalista de la primera banda de este, The Marksmen, y después de trabajar unos años en Europa y grabar su primer álbum en solitario, Boz (1965), regresó a los Estados Unidos en 1967 para unirse a la Steve Miller Band.
Tras participar en los dos primeros álbumes de la banda, Children of the Future  y Sailor, Scaggs volvió a grabar en solitario, y su siguiente disco, Boz Scaggs, contó con la participación de los Muscle Shoals Rhythm Section y el guitarrista Duane Allman.

### Lowdown
Su séptimo álbum, Silk Degrees (1976), contó con los músicos de sesión que poco más tarde formarían la banda Toto, y alcanzó el puesto 2 en la lista Billboard 200.
Inicialmente, Silk Degrees recibió una baja respuesta comercial y el primer sencillo lanzado del álbum, "It's Over" apenas alcanzó el top 40 en la lista Billboard Pop Singles, llegando al 38° puesto. Sin embargo, un DJ de radio R&B de Cleveland comenzó a difundir "Lowdown" directamente desde el álbum. La respuesta del público fue muy positiva y pronto el sello discográfico Columbia envió la canción a otras estaciones de radio para su transmisión. Así, cuando se lanzó oficialmente como sencillo en junio de 1976, se convirtió en el primer gran éxito de Scaggs, llegando finalmente al número tres en la lista de Billboard Pop Singles. También tuvo éxito en las listas de R&B y Disco Singles, alcanzando el número cinco en ambos. La canción también fue un gran éxito en Canadá, llegando al número dos. Fue un éxito menor en el Reino Unido, alcanzando el # 28. El sencillo fue certificado oro por la RIAA por ventas de un millón de copias y luego ganó el Grammy a la Mejor Canción de R&B en la 19a Entrega Anual de los Premios Grammy.

### Otros hechos
Su canción «Look What You've Done to Me» fue utilizada para la banda sonora de la película Urban Cowboy (1980).
En 1988, Scaggs inauguró un local de música en San Francisco, Slim's, por donde han pasado artistas como Huey Lewis and the News, Sun Ra, Albert King, Jonathan Richman, Marianne Faithfull, Booker T. & the M.G.'s, Rickie Lee Jones, Junior Wells, Steve Miller, Dr. David Gunn (Pearl Jam), Sunnyland Slim, Green Day, Radiohead, Lemonheads & Courtney Love, Sheryl Crow, Dogstar (con Keanu Reeves), Built to Spill, Elliott Smith, Chaka Khan, George Clinton y Prince, The Isley Brothers, Todd Rundgren, Foo Fighters, Snoop Dogg, Bobby Blue Bland, Curtis Mayfield, Patti Smith, Nick Lowe y The Fabulous Thunderbirds, entre otros.
En 2010, Scaggs, junto con Donald Fagen y Michael McDonald, forma The Dukes of September Rhythm Revue.

## Discografía
- Boz (1965)
- Boz Scaggs (1969)
- Moments (1971)
- Boz Scaggs & Band (1971)
- My Time (1972)
- Slow Dancer (1974)
- Silk Degrees (1976)
- Down Two Then Left (1977)
- Middle Man (1980)
- Other Roads (1988)
- Some Change (1994)
- Fade into Light (1996)
- Come On Home (1997)
- Dig (2001)
- But Beautiful (2003)
- Speak Low (2008)
- Memphis (2013)
- A Fool to Care (2015)
- Out of the Blues (2018)